# حیات وحش چین

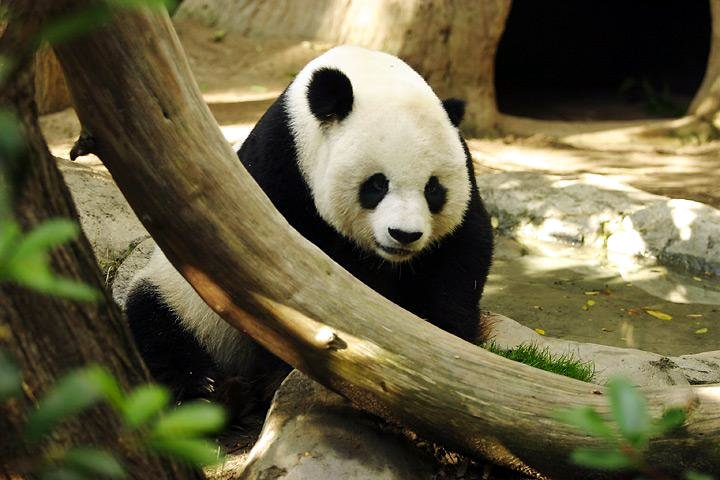
پاندا بومزاد چین است؛ جایی که گونه‌ای در معرض انقراض و محافظت‌شده است.

سرزمین پهناور و جوراجور چین جایگاه گوناگونی گسترده و وفور حیات وحش است. به عنوان یکی از ۱۷ کشور دارای تنوع زیستی کلان در جهان بر اساس یک اندازه‌گیری چین دارای ۷٬۵۱۶ گونه مهره‌دار شامل ۴ گونه ماهی، ۶۹ پرنده، ۵۶۲ پستاندار، ۴۰۳ خزنده و ۳۴۶ دوزیست است. چین از نظر شمار گونه‌ها در جهان رده سوم پستانداران، هشتم پرندگان، هفتم خزندگان و هفتم دوزیستان را به خود اختصاص داده‌است.
بسیاری گونه‌های حیوانات بومزاد چین هستند؛ شامل مشهورترین گونه حیات وحش این کشور یعنی پاندا. در مجموع، حدود یک ششم گونه‌های پستاندار و دو سوم گونه‌های دوزیست در چین بومزاد این کشور هستند.